# Scopula aequifasciata
Scopula aequifasciata är en fjärilsart som beskrevs av Hugo Theodor Christoph 1881. Scopula aequifasciata ingår i släktet Scopula och familjen mätare. Inga underarter finns listade.